# Prosektor
En prosektor eller obducent (af latin: prosector chirurgiæ, "kirurgisk forskærer") er en læge, der foretager obduktion af lig.
Som prosektor betegnedes lederen af en patologisk afdeling eller læger på retsmedicinske eller anatomiske institutter.